# Вси Светии (Ксирокрини)
„Вси Светии“ (на гръцки: Ιερός Ναός Αγίων Πάντων Ξηροκρήνης Θεσσαλονίκης) е църква в солунското предградие Ксирокрини, Гърция, част от на Неаполската и Ставруполска епархия.

## Местоположение
Църквата доминира западния вход на Солун през централната улица „Монастири“ и съседната железопътна гара.

## История
Първоначалният храм е построен за нуждите на бежанците през 1924 година и е част от енорията „Свети Мина“. Той обаче е малък за много жители на района и в 1925 година е преместен в специално пригоден склад. В 1932 година са поставени основите на сегашния храм, като точните години на изграждането му не са известни. Осветена е на 22 октомври 1967 година от митрополит Пантелеймон Солунски. От 1974 година е част от новосъздадената Неаполска и Ставруполска епархия.

## Архитектура
В архитектурно отношение е трикорабна базилика с женска църква и една камбанария на фасадата. Има вътрешен параклис, посветен на Свети Трифон, отдясно на светилището. По-късно е добавен пронаос, църквата е изписана и е облицована с варовик.
В църквата има ценни икони – „Светите земи“ от 1783 г., „Възкресение Христово“, „Неделя на Православието“, един апостол, издаден във Венеция в 1879 година и обковани със сребро стари евангелия. Съхраняват се мощи на Свети Евтимий и Свети Рафаил, както и мощи от светите отци, избити в Синай и Раита.
Извън храма са параклисите „Свети Димитър“ и „Свети Александър“, а част от енорията са „Свети Марк“ и „Св. св. Кирил и Методий“.
- Икони от храма
- „Възкресение Христово“
- „Неделя на Православието“